# Aletopus
Aletopus là một chi bướm đêm thuộc họ Noctuidae.

## Các loài
- Aletopus imperialis Jordan, 1926
- Aletopus ruspina (Aurivillius, 1909)